# Estíbaliz Gabilondo

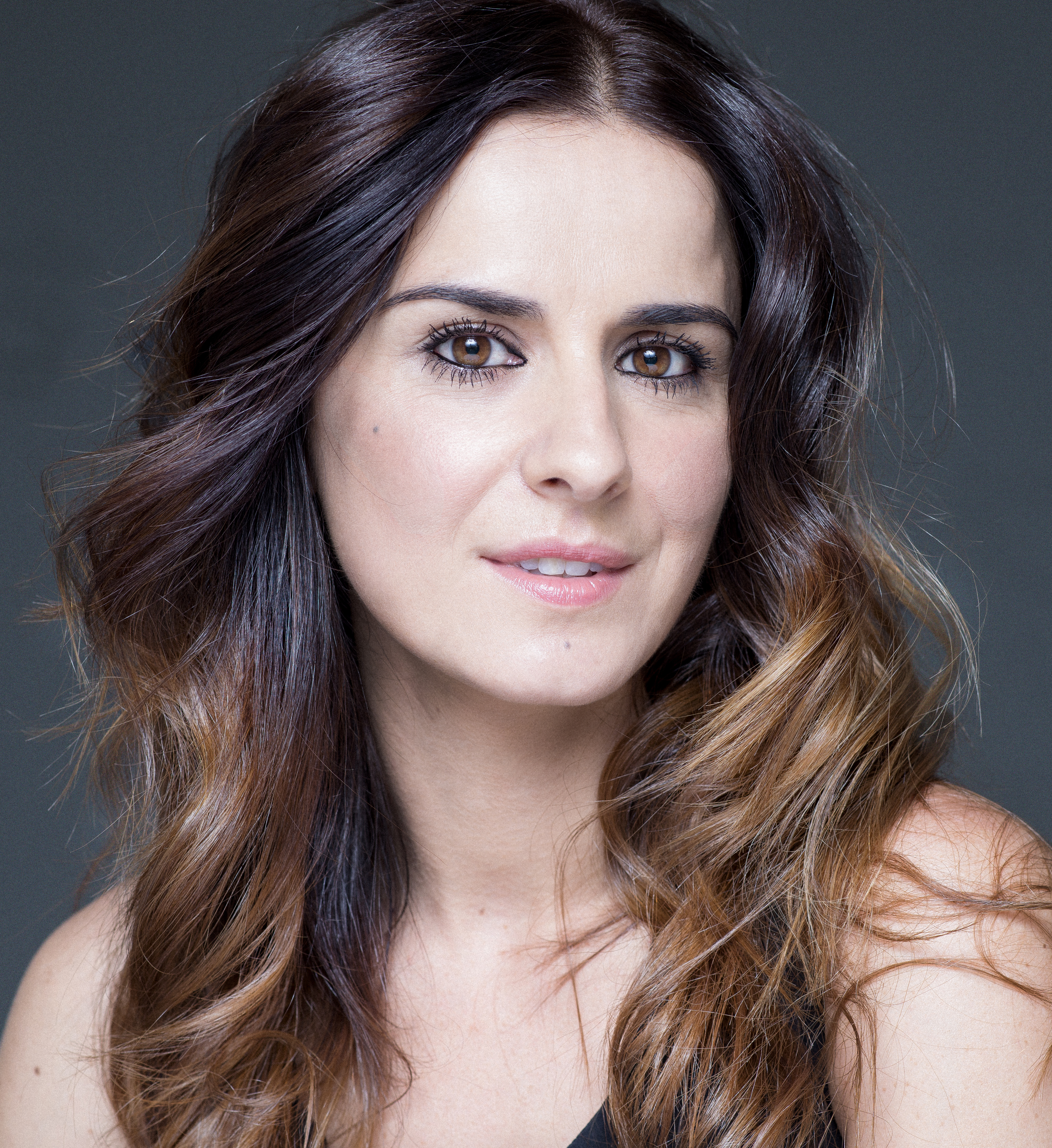
Estíbaliz Gabilondo (2015)

Estíbaliz „Esti“ Gabilondo Cuéllar (* 16. November 1976 in San Sebastián) ist eine spanische Schauspielerin und Journalistin.

## Leben
Estíbaliz Gabilondo ist die Nichte des ehemaligen spanischen Bildungsministers Ángel Gabilondo und des Journalisten Iñaki Gabilondo.
Gabilondo studierte Kommunikationswissenschaften an der Universität Navarra und Schauspiel in Madrid.

## Filmografie

### Spielfilme
- 2003: Slam, von Miguel Martí
- 2005: El Calentito, von Chus Gutiérrez
- 2006: Locos por el sexo, von Javier Rebollo
- 2007: Mano a mano, von Ignacio Tatay
- 2007: Casual Day, von Max Lemcke
- 2007: Traumalogía, von Daniel Sánchez Arévalo
- 2009: Estrellas que alcanzar, von Mikel Rueda

### Fernsehen
- 2002: Kilker Dema
- 2002: Policías
- 2003: Hospital Central
- 2004: Paco y Veva
- 2005: A tortas con la vida
- 2007: Esto no es serio
- 2007–2008: Amar en tiempos revueltos
- 2008: Caiga quien caiga[2]
- 2009: Malas Compañías
- 2009: Estados Alterados Maitena
- 2010: Alfonso, el príncipe maldito